# Atesta antennalis
Atesta antennalis är en skalbaggsart som först beskrevs av Carter 1929.  Atesta antennalis ingår i släktet Atesta och familjen långhorningar. Inga underarter finns listade.